# 建具
建具（たてぐ）は、建築物の外壁の開口部あるいは内部に仕切りとして備えられる引き戸、障子、襖（ふすま）などの開閉式の設備。
2020年「伝統建築工匠の技：木造建造物を受け継ぐための伝統技術」がユネスコ無形文化遺産に登録され、この17分野の中に「建具製作」が含まれている。この建具の技術により、従来の建具の範疇を超えて、下駄箱、座卓、行燈なども製作されている。

## 建具の種類
建具は、主に建物の外壁に開口部材として設置される外部建具と、障子、襖（ふすま）、内装ドアなど建物の内部に用いられる内部建具に分けられる。

### 外部建具
外部建具には、窓、サッシ、ドア、雨戸、防火戸、網戸などがある。外部建具に要求される性能として、耐風圧性、気密性、水密性、断熱性、遮音性、防火性がある。

### 内部建具
内部建具には、障子、襖（ふすま）、内装ドア、クローゼットドア、浴室ドアなどがある。内装ドアの形式にはユニット（枠付き）とリーフ（フラッシュ戸、かまち戸）がある。

## 建具金物
建具金物に取り付けられる丁番、戸車、レール、錠前などを建具金物という。

## 建具師
建具師の四代記を記した鈴志野勤の『細工師』によると、天保10年、江戸本郷春木町の初代足立屋倉吉が江戸城改築の建具を一手に引き受けた際、御用建具師と名乗ることを許されたという記録が建具師としてもっとも古いものとされる。鈴志野は、上野谷中にあった天王寺の五重塔の棟札に細工棟梁とあるのを知って、当時の細工師が建具専門業者でなかったかと推測し、また、江戸時代には大工のなかに造作専門の者がおり、建具はそれら専門の大工が建築現場で作っていたが、文化・文政時代から建具製造が専門化して細工師となり、天保時代になって建具師となったとも考えられると記している。